# Kreativita a psychické poruchy
Povahu spojitosti mezi duševními poruchami a tvořivostí se navzdory zájmu celé řady vědců zatím nepodařilo jednoznačně osvětlit. Není pochyb o tom, že lidé mají někdy tendenci pohlížet na originální jedince, kteří svými tvořivými produkty a často i chováním vybočují z řady, jako na podivíny nemající daleko k šílenství, ačkoliv je zde samozřejmě nutné počítat s různou mírou nadsázky. Hranice mezi tím, co lidé považují za krajně nezvyklou originalitu, popř. již za dílo choré mysli, není zřejmá ani ustálená. Z odborného hlediska má smysl se zabývat společnými aspekty a průniky mezi projevy některých duševních chorob a schopnostmi vytvářet originální díla.

## Výskyt duševních chorob u kreativní populace
Je možno říct, že většina vědců se kloní k závěru, že mírný průběh některých psychických poruch může do určité míry pozitivně ovlivňovat tvořivost a stimulovat jedince k takovému výkonu, kterého by v naprosto zdravém stavu nebyl schopen. Je však třeba zdůraznit, že většina duševních chorob bude mít na kreativní potenciál člověka přesně opačný účinek, a to v souvislosti s narušením kognitivních funkcí, úbytkem motivace či v krajním případě ztrátou příčetnosti. Nejčastěji můžeme u tvořivých jedinců identifikovat nějakou formu bipolárních poruch, také naprostá většina odborného zájmu směřuje tímto směrem. Například podle K. R. Jamisonové, jež je jednou z nejuznávanějších autorek publikací o bipolární poruše osobnosti (a sama ji trpí), se s maniodepresivními potížemi setkáváme u kreativních lidí v daleko větší míře, než u běžné populace. Vysvětluje, jak je možné, že určitá forma mánie či deprese není překážkou pro rozvoj tvořivého myšlení:
„Každý pokus svévolně polarizovat myšlení, chování a emoce na jednoznačně „zdravé“ nebo „nezdravé“ je odsouzen k neúspěchu: popírá zdravý rozum a je v rozporu s tím, co víme o nekonečných obměnách a gradaci chorob obecně a chorob duševních obzvlášť. „Šílenství“ se ve skutečnosti objevuje pouze v extrémních formách mánie a deprese: většina lidí, kteří trpí maniodepresivními chorobami, se nikdy nestane psychotickými… Maniodepresivní choroba na rozdíl od schizofrenie nebo Alzheimerovy nemoci není chorobou, jež by zbavovala rozumu.“ str. 95.
A. Ludwig, jenž se pokusil analyzovat výskyt psychických poruch napříč profesemi, přišel se zjištěním, že u umělců lze nalézt nějakou její formou minimálně dvakrát častěji, než u vědců či obchodníků. Podle něj byli básnící ve zvýšené míře postižení psychózou či mánií, což také vedlo k jejich častější hospitalizaci a téměř pětina z nich dokonce ukončila život vlastní rukou. K podobným závěrům došel také C. Martindale, jenž se zabýval životními osudy více než čtyřiceti básníků, kteří žili mezi léty 1670 a 1909, a zjistil, že zhruba polovina z nich velmi pravděpodobně trpěla duševní chorobou.
Na druhou stranu se někteří jiní vědci domnívají, že žádný příznivý vztah mezi tvořivostí a psychopatologickými příznaky neexistuje, respektive že u duševně nemocných lidí vždy dochází k redukci tvořivých schopností. Tento přístup je však menšinový a je mu vytýkáno, že neuváženě nebere v úvahu značné množství historických pramenů a neodpovídá současnému stavu vědeckého poznání v této problematice.

## Vliv duševních chorob na kreativitu
To, jakým způsobem mohou bipolární výkyvy stimulovat kreativitu, se odvíjí od konkrétní povahy poruchy ve vztahu ke konkrétnímu jedinci. Příznaky bipolárních poruch mohou být velmi proměnlivé a lze hovořit o určitém kontinuu či spektru, které může přecházet od relativně mírnějších projevů až k velmi hlubokým stavům, které pro člověka znamenají značné kognitivní omezení. V tomto kontextu lez obecně říci, že deprese v určitém stádiu již znemožňuje člověku jakkoliv normálně fungovat, což zahrnuje i ztrátu možnosti věnovat se kreativní činnosti.
Abychom mohli problematiku uchopit v její komplexitě, musíme se také podívat na různé stránky kreativity, o jejichž spojení s psychopatologickými příznaky se uvažuje. Na základě některých studií je možno se domnívat, že určité projevy bipolárních poruch mohou stimulovat každodenní tvořivost, čímž se myslí např. zachycování zajímavých okamžiků na fotografii, kreativní vaření, atd. U jedinečné kreativity, jež postihuje pole nových vynálezů a myšlenek, se jeví tato vazba ještě pravděpodobnější. V pozadí tohoto jevu by mohla stát skutečnost, že výkyvy emocí, jakožto průvodní jevy bipolárních poruch, mohou působit jako spouštěč tvořivého myšlení, neboť v určité fázi stimulují psychickou způsobilost nalézat nové asociace a pohlížet na problémy z jedinečného úhlu pohledu. Dalším vodítkem by mohla být zvýšená motivace, jež se pojí k manickým příznakům. Větší ochota přijmout tvořivé riziko, jakožto i zvýšené sebevědomí ohledně sebevyjádření – to mohou být faktory, jež by vysvětlovaly výše zmíněnou spojitost.

## Příklady umělců s psychickou poruchou
Jak již bylo uvedeno výše, s umělci je spojeno vyšší procento pravděpodobnosti výskytu duševní poruchy, než je tomu v případě jiných profesí. V historickém přehledu, který zdaleka není úplný a jednoznačný, lze nalézt množství příkladů, které by svědčily ve prospěch této hypotézy. Jedním z nejslavnějších případů je Vincent van Gogh, který měl poměrně vážné duševní potíže a musel být i několikrát hospitalizován. To se týká také malíře Edvarda Muncha, o němž se dokonce soudí, že po pobytu v psychiatrické léčebně se povaha jeho maleb změnila. Z ženských zástupkyň uměleckých kruhů, které trpěly bipolární poruchou, můžeme uvést spisovatelku Virginii Woolfovou nebo básnířku Sylvii Plathovou. Zajímavé je, že z výše uvedených osobností pouze Edvard Munch nespáchal sebevraždu.
V této souvislosti nelze nezmínit zpěváka Kurta Cobaina, jenž svůj život ukončil ve dvaceti sedmi letech. Emocionální intenzita, se kterou přistupoval ke tvorbě své hudby, byla ovlivněna hlubokými stavy deprese, jež se střídaly s manickými epizodami. Jeho hudební odkaz, jehož hloubka a citovost se stala legendární, připomíná, že velmi nevyrovnaní lidé jsou často těmi nejobdivovanějšími umělci.

## Příznivé účinky kreativity
Ukazuje se, že tvořivá činnost může mít velmi pozitivní léčebné účinky ve vztahu k duševním chorobám. Navíc může fungovat i jako preventivní činitel, kdy se člověk ve formě kreativního vyjádření zbavuje duševního napětí a pomyslně si hledá cestu sám k sobě. Např. R. W. Weisberg, který se podrobněji zabýval vztahem mezi kreativitou a psychickými poruchami, sice ve svém výzkumu nepotvrdil hypotézy, že by mánie nebo deprese zvyšovala kreativní potenciál, na druhou stranu však poukázal právě na léčebné působení kreativity.
Jeden z konkrétních příkladů můžeme nalézt v osobě novinářky Elizabeth Laytonové, která velkou část života trpěla bipolární poruchou, jež se ještě prohloubila po smrti jejího syna, když jí bylo šedesát sedm let. Velmi dlouhé depresivní období se ji podařilo překonat pomocí každodenního praktikování tzv. konturového kreslení. Při této technice se malíř nedívá na to, co kreslí, sleduje pouze objekt a snaží se ho znázornit podle toho, co cítí. Elizabeth Laytonovou tato činnost velmi vtáhla, začala se jí věnovat až deset hodin denně. Již po jednom roce došlo téměř k úplnému potlačení depresivních příznaků, autorka dokonce svá díla vystavovala a dočkala se řady ocenění. Zdaleka nejen na jejím životním osudu se ukazuje, že kreativita může pomáhat překonávat obtíže spojené s duševními chorobami.